# Чемпионат мира по фристайлу 2003
Чемпионат мира по фристайлу 2003 года — 9-й в истории чемпионат мира, прошедший с 29  января по 1 февраля в американском Дир-Вэлли (штат Юта), который за год до этого принимал олимпийские соревнования. Были разыграны медали всего в трёх дисциплинах — могуле, акробатике и параллельном могуле. Всего было разыграно 6 комплектов наград.

## Результаты

### Мужские соревнования

#### Могул
31 января 2003
| Медаль | Спортсмен       | Страна    | Результат |
| ------ | --------------- | --------- | --------- |
|        | Микко Ронкайнен | Финляндия | 28.09     |
|        | Джереми Блум    | США       | 27.33     |
|        | Тоби Доусон     | США       | 27.22     |

#### Акробатика
1 февраля 2003
| Медаль | Спортсмен       | Страна   | Результат |
| ------ | --------------- | -------- | --------- |
|        | Дмитрий Архипов | Россия   | 259.65    |
|        | Алексей Гришин  | Беларусь | 257.98    |
|        | Стив Омишел     | Канада   | 251.20    |

#### Параллельный могул
1 февраля 2003
| Медаль | Спортсмен    | Страна |
| ------ | ------------ | ------ |
|        | Джереми Блум | США    |
|        | Юго Цукита   | Япония |
|        | Тоби Доусон  | США    |

### Женские соревнования

#### Могул
31 января 2003
| Медаль | Спортсмен        | Страна   | Результат |
| ------ | ---------------- | -------- | --------- |
|        | Кари Тро         | Норвегия | 27.99     |
|        | Мишель Рурк      | США      | 27.13     |
|        | Стефани Сан-Пьер | Канада   | 26.46     |

#### Акробатика
1 февраля 2003
| Медаль | Спортсмен      | Страна    | Результат |
| ------ | -------------- | --------- | --------- |
|        | Алиса Кэмплин  | Австралия | 207.31    |
|        | Вероника Бауэр | Канада    | 204.47    |
|        | Дейдра Дион    | Канада    | 192.05    |

#### Параллельный могул
1 февраля 2003
| Медаль | Спортсмен        | Страна   |
| ------ | ---------------- | -------- |
|        | Кари Тро         | Норвегия |
|        | Марина Черкасова | Россия   |
|        | Шенон Барк       | США      |

## Медальный зачёт
| Место | Страна    |   |   |   | Всего |
| ----- | --------- | - | - | - | ----- |
| 1.    | Норвегия  | 2 | 0 | 0 | 2     |
| 2.    | США       | 1 | 2 | 3 | 6     |
| 3.    | Россия    | 1 | 1 | 0 | 2     |
| 4.    | Австралия | 1 | 0 | 0 | 1     |
|       | Финляндия | 1 | 0 | 0 | 1     |
| 6.    | Канада    | 0 | 1 | 3 | 4     |
| 7.    | Беларусь  | 0 | 1 | 0 | 1     |
|       | Япония    | 0 | 1 | 0 | 1     |